# ロータス・88
ロータス 88 (Lotus 88) は、チーム・ロータスが1981年のF1世界選手権参戦用に開発したフォーミュラ1カー。プラクティスには出走したが、レギュレーション違反を問われ、予選・決勝に出場することは叶わなかった。モノコックの上に可動式カウルを被せたツインシャーシという独特の構造を持ち、コーリン・チャップマンが追求したダウンフォース獲得のための技術革新の集大成ともいえるマシンであるが、下記に詳細があるがこのマシンの一件によって彼のF1への情熱を失うきっかけにもなってしまったとされている。
このマシンのツインシャーシの構造について、詳細な解説動画がYouTubeに挙げられている。

## 概要

### 課題
88が構想されていた時代、F1におけるデザイン上の中心的課題はグラウンド・エフェクトの追求であった。ロータスは78でグラウンド・エフェクトの先鞭をつけ、79で成功を収めたものの、風洞実験における理論的な正解と、実戦におけるポーポイジングという現象の誤差に行き詰まり、80の失敗以降は成績不振に陥っていた。
ポーポイジングとはベンチュリ構造のダウンフォース発生量が車高変化により増減し、マシンの縦揺れ（ピッチング）が収まらず、操縦性を悪化させる現象だった。車高変化を抑えるためにはサスペンションを硬く設定しなければならなかったが、結果的にサスペンション本来の機能を損ねることになった。また、強大なダウンフォースを受けとめるためには、定番のロッカーアーム式サスペンションではアームの強度が不足しつつあった。
さらに、1981年から「可動式スライディングスカートの禁止」と「最低地上高60 mm」というレギュレーションが導入されることになった。この条件ではベンチュリ構造と路面との間に隙間が生じて、グラウンド・エフェクトが減少してしまうことが明らかだった。

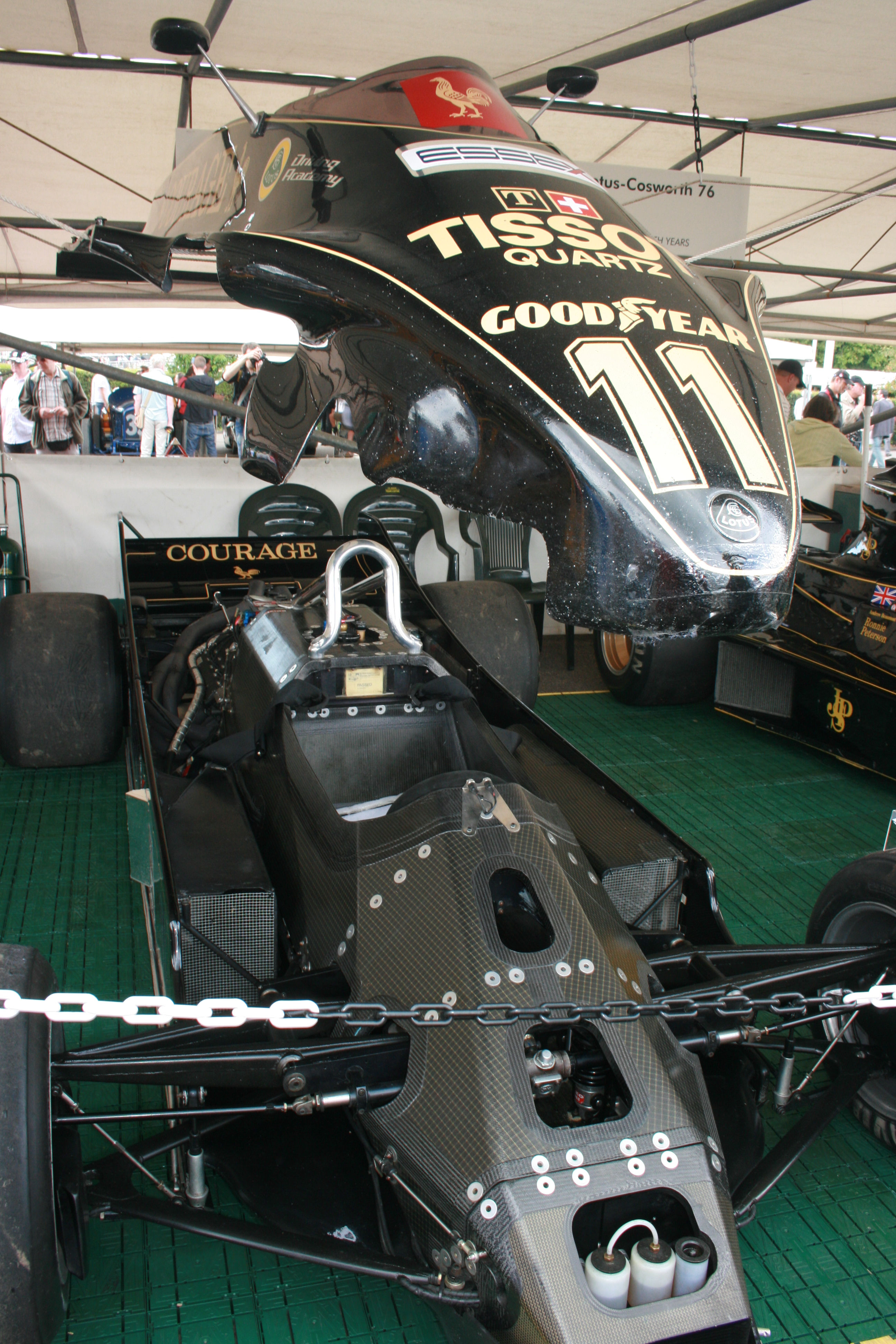
ユニークな構造を持つロータス88Bの車体

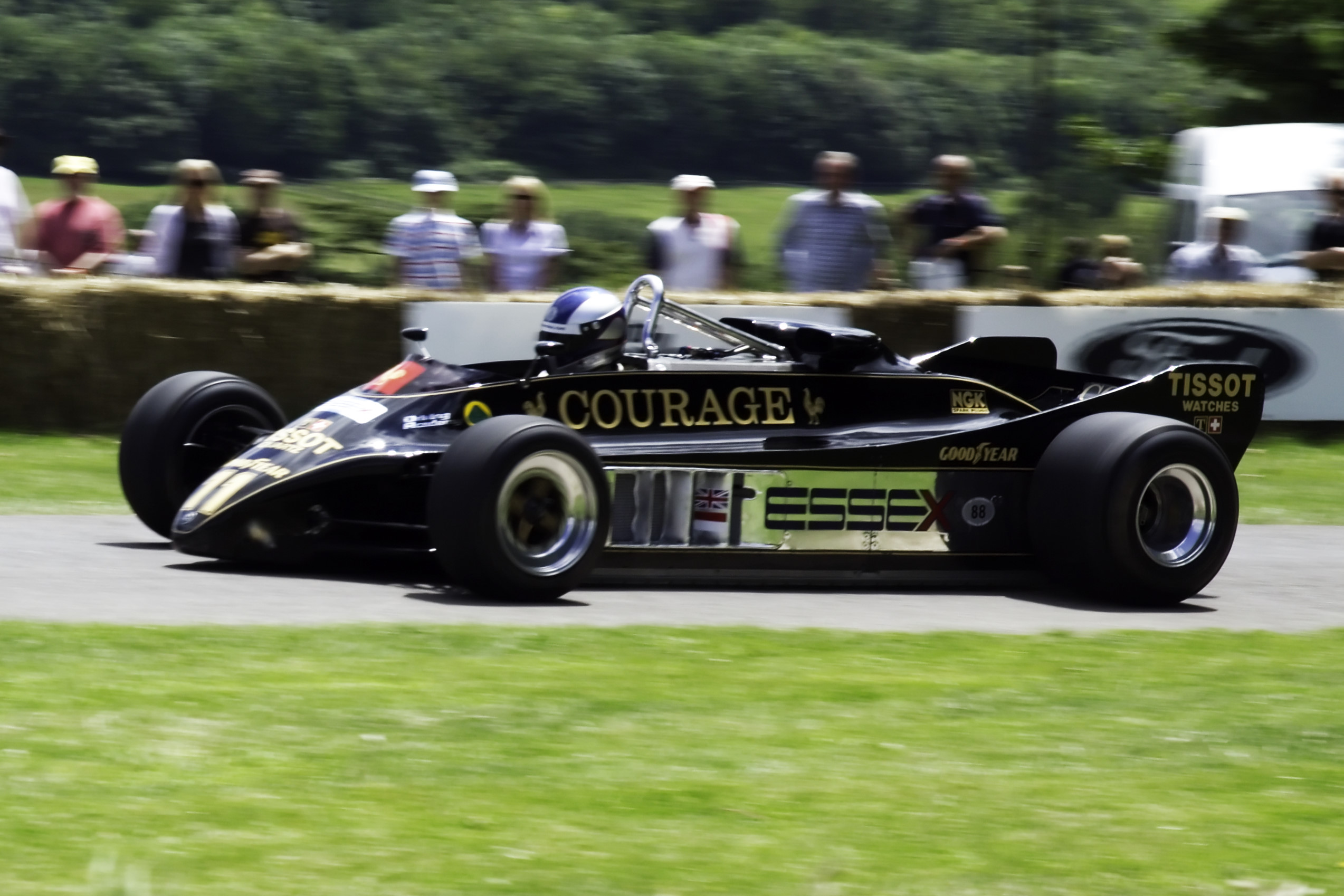
Lotus 88B

### 構造
88の特徴は、グラウンド・エフェクトを獲得する部分としてのサイドポンツーンを含むアッパーカウル（プライマリシャーシ）をドライバーの乗るモノコック（セカンダリシャーシ）から分離し、スプリングを介してフローティングマウントすることであった。プライマリシャーシは有効な速度域（およそ100 km/h程度）に達するとダウンフォースを発生して沈み込み、セカンダリシャーシのアップライトに荷重を懸ける。荷重はばね下にのみ作用するので、ベースとなるセカンダリシャーシはそれまでのノーマルなレートのサスペンションにセッティングすれば良く、ドライバーの乗り心地及び安全性の確保と性能が両立される。これらはテストカーである86でテストされていた。
また、88からモノコックの材質が従来のアルミニウムから炭素繊維強化プラスチック (CFRP) に変更された。これはマクラーレン・MP4/1とほぼ同時にF1に初めてカーボンモノコックを持ち込んだ例である。CFRPにケブラーを織り込んだハイブリッドクロスで、ノーメックス（アラミド繊維）のハニカムコアをサンドイッチした構造である。
航空機部品メーカー、ハーキュリーズ社の巨大なオートクレイブ炉にてフルカーボンのプリプレグ材で一体成型したマクラーレンのモノコックに対し、ロータスは細かく分割されたカーボンパネルをリベットと接着剤で組み立てる構造となっており、重量・剛性面でマクラーレンに劣るが、せん断荷重に弱いカーボン繊維にケブラーを織り込んだことでクラッシュ時にモノコックがバラバラに粉砕する事を防いでおり、フェイルセーフの思想としてはマクラーレンより進歩的である。
シャーシナンバー1と2の計2台が製造された。

## レギュレーション問題
88の開発に先立ち、テスト用車両として86が製作されたが、これとほぼ同時期に「空力性能に関連するボディワークはばね上に完全に固定されなければならない」というレギュレーションが追加された。FISAがツインシャーシを阻止するために追加したものといわれている。
ロータスは1981年開幕戦アメリカ西GPに88を持ち込み、車検を合格しプラクティスを走行するも、他チームの抗議により、FISAによって実戦への出走を禁止された。チームは急遽、81にて出走し予選を通過した。その後も第2戦、第3戦に88を持ち込むも、決勝で走行することはできなかった。さらに、チームは抗議の意味で第4戦サンマリノGPを欠場した。
第8戦イギリスGPには、冷却系などをプライマリーシャーシに移設した改良版である88Bを持ち込むも結果は同じであった。決勝には87を使用し、88の実戦投入を諦めた。
ツインシャーシ構造におけるロータスの主張は「シャーシそのものが上下動するのであるから合法である」というものであった。実際、他のチームのマシンもグラウンドエフェクトを発生しているサイドポンツーンやウイング類はばね上に固定されているためタイヤから見たらグラグラと動いており、ロータスが主張するプライマリーシャシとは区別出来ない。
これは「空力性能に関連するボディワークはばね上に完全に固定されなければならない」という条文のばね上がどこを指しているのか厳密に定義していないFIAのレギュレーションの完全な穴だが、しかしながら自動車工学の常識で考えると、シャシとは積載荷重（エンジンや変速機、乗員、燃料タンクなど）を支え、路面からの入力を受ける構造体である。88で積載荷重を支え路面からの入力を受けているのはセカンダリーシャシーであり、タイヤに対してダウンフォースを供給する一方のプライマリーシャシーは、自動車工学の慣例からするとシャシーと呼べる構造体ではない。ダウンフォース以外の荷重を殆んど支えていないプライマリーシャシーはそれ全体が紛れもない一つの空力装置であり、各種荷重を受けている本来のシャシー（セカンダリーシャシー）に強固に固定されていないということは、ルール上認められるはずはなかった。

## スペック
- 出典[5]

### シャーシ
- シャーシ名 88
- シャーシ構造 カーボンファイバーモノコック
- 全長 4,260 mm
- 全幅 2,172 mm
- 全高 1,016 mm
- ホイールベース 2,692 mm
- 前トレッド 1,727 mm
- 後トレッド 1,626 mm
- ブレーキ アウトボード式
- サスペンション 前後コイルスプリング/ウィッシュボーン
- ダンパー ザックス（英語版）
- ホイール 前：13×11インチ/後：13×16インチ
- タイヤ グッドイヤー（前：10×13インチ/後：14.50×13インチ）
- ギアボックス ヒューランドFGA
- 重量 580 kg以上

### エンジン
- エンジン名 フォード・コスワース・DFV
- 気筒数・角度 V型8気筒・90度
- 排気量 2,993 cc
- 最大馬力 500馬力

## 現状
F1公式レースには出走できなかったが、ヒストリックF1レースへの参加がおこなわれている。
製造された2台のうち、1台は日本国内に存在する。ただし、モノコックを87と共有していた関係でプライマリシャーシナンバーは88B/2、セカンダリシャーシナンバーは87/2となっている。